# Withdrawal
Withdrawal is de dertiende aflevering van het negende seizoen van het tienerdrama Beverly Hills, 90210, die voor het eerst werd uitgezonden op 27 januari 1999.

## Plot
Kelly is boos op Matt omdat hij haar niet ingelicht heeft over de verslaving van Dylan en zo het ongeluk met Donna kon gebeuren. Als Matt haar ingelicht had, dan had zij er iets aan kunnen doen. Matt vertelt haar dat hij zich te houden heeft aan zijn beroepsgeheim en als hij haar toch ingelicht had, dan had zij hem toch niet kunnen redden. Ondertussen praten David, Steve en Noah op Dylan in of hij wel beseft wat hij aan het doen is, maar het lijkt niet helemaal door te dringen bij Dylan. Dylan loopt naar buiten en komt dan Donna tegen en zegt haar dat hij haar nooit kwaad wil aandoen en zij vertelt hem dat zij hem niet schuldig acht en wil hem helpen. De groep wil Dylan overhalen om zich te laten behandelen in een afkickkliniek met behulp van methadon. Dylan staat niet bepaald te springen, maar Matt vertelt hem dat hij weinig keus heeft door de rechtszaak die tegen hem loopt in verband met de bedreiging die Dylan heeft gedaan met een pistool. Dylan beloofd dan dat hij zijn uiterste best gaat doen om af te kicken. ’s Nachts vlucht hij zijn huis uit en verdwijnt, iedereen is ongerust en gaan op zoek naar hem. Hij blijkt op het strand te zijn met ernstige afkickverschijnselen en als zij hem vinden dan wordt hij opgenomen in het ziekenhuis met psychotrauma. Hij ligt in coma en iedereen maakt zich zorgen, vooral Kelly die hem nog steeds niet los kan laten en hier is Matt niet echt blij over en maakt zich zorgen over zijn relatie met Kelly. Gina blijft ook waken over hem en dit kan Kelly weer niet uitstaan omdat zij bij Dylan was toen hij door bleef gaan met drugs. Matt regelt een deal met het Openbaar Ministerie voor de straf van Dylan, die geen gevangenisstraf maar wel een taakstraf, hoge boete en afkicken behelst. Dylan komt weer bij en het lijkt erop dat het wel goed komt met hem. Hij is blij dat Gina bij zijn bed zit. Kelly gaat naar Matt en stoort hem tijdens een telefoongesprek, zij wil alleen maar zeggen dat Dylan alleen een vriend is en verder niets. Als Kelly weer weg is dan maakt Matt zijn telefoongesprek af met een vrouw in New York en zeggen elkaar dat ze van elkaar houden.
Janet komt op haar werk met een andere jongen, Trey, en zij hebben allebei een dobermann bij, Steve wordt meteen jaloers en vraagt Janet waar zij mee bezig is. Janet vertelt Steve dat zij haar hond wil laten dekken door de hond van Trey omdat die hond een goede stamboom heeft. Later gaat Steve met de dobermann van Janet uitlaten in het park en komt daar Mitzi tegen die ook haar hond uitlaat en er ontstaat een klik. Steve is nu zo afgeleid dat de dobermann ontsnapt en het park in rent en later komt een man met een lelijke hond naar Steve met de mededeling dat zijn hond de dobermann heeft gedekt. Steve moet dit opbiechten tegen Janet die dit niet zo goed oppakt. Later beseft dat zij Steve niet goed behandeld heeft en biedt haar excuses aan.
In de After Dark treedt Clara Covington op en zij moet later naar een uitreiking van muziekprijzen en heeft geen jurk die zij daarvoor aan kan trekken. Noah biedt haar een jurk aan die Donna voor haar kan maken en dat zij dan reclame voor Donna kan maken op televisie. Zij gaat akkoord onder voorwaarde dat Noah ook meegaat als haar partner en Donna gaat enthousiast aan de slag, als zij de jurk aandoet om het Noah te laten zien is het schitterend. Later kijkt Donna op de televisie naar de uitreiking en ziet dan Clara in de jurk en het ziet er afschuwelijk uit en Donna schaamt zich dood en hoopt nu dat zij haar naam niet vertelt op televisie. Clara zegt haar naam niet, maar dan roept Noah ineens voor de camera dat de jurk gemaakt is door Donna en dat deze te koop is in Donna's winkel. Donna is nu helemaal ontredderd en gaat weer werken in de winkel, tot haar verrassing komen daar allemaal mensen binnen die de jurk willen hebben.

## Rolverdeling
- Jennie Garth - Kelly Taylor
- Ian Ziering - Steve Sanders
- Brian Austin Green - David Silver
- Tori Spelling - Donna Martin
- Luke Perry - Dylan McKay
- Joe E. Tata - Nat Bussichio
- Lindsay Price - Janet Sosna
- Daniel Cosgrove - Matt Durning
- Vanessa Marcil - Gina Kincaid
- Vincent Young - Noah Hunter
- Jonathan Aube - Trey
- Dylan Tays - Mitzi
- Rosa Blasi - Clara Covington